# Viktor Krovopuskov
Viktor Krovopuskov, född den 29 september 1948 i Moskva, Ryssland, är en sovjetisk fäktare som tog OS-guld i herrarnas lagtävling i sabel i samband med de olympiska fäktningstävlingarna 1980 i Moskva.